# Annemarie Schäfer
Annemarie Schäfer (* 25. April 1919 als Annemarie Haak; † nach 1943) war eine deutsche Schauspielerin.

## Leben
Annemarie Schäfer spielte bereits mit 18 Jahren erstmals in dem Spielfilm Die ganz großen Torheiten unter der Regie  von Carl Froelich neben Paula Wessely, Rudolf Forster, Hilde Wagener und Gustav Waldau eine kleine Rolle in einer Filmproduktion.
Weitere Auftritte hatte sie unter anderem 1939 in Kitty und die Weltkonferenz von Helmut Käutner mit Hannelore Schroth, Paul Hörbiger und Fritz Odemar, 1941 in Sechs Tage Heimaturlaub von Jürgen von Alten mit Gustav Fröhlich, Maria Andergast und Käte Haack und im Jahr 1942 in Der Seniorchef von Georg Jacoby mit Otto Wernicke, Werner Fuetterer und Karin Himboldt.
Die letzte Rolle in einer Filmproduktion nahm Annemarie Schäfer im Jahr 1943 nachweislich in Ein Mann mit Grundsätzen unter der Regie von Géza von Bolváry mit Hans Söhnker, Elfie Mayerhofer, Lola Müthel und Ursula Herking wahr.
Nach 1943 sind keine weiteren beruflichen Tätigkeiten mehr in den Quellen verzeichnet.

## Filmografie
- 1937: Die ganz großen Torheiten
- 1938: Die Nacht der Entscheidung
- 1939: Kitty und die Weltkonferenz
- 1939: Johannisfeuer
- 1939: Barbara, wo bist Du? (Kurzfilm)
- 1940: Die gute Sieben
- 1941: Auf Wiedersehn, Franziska
- 1941: Friedemann Bach
- 1941: Familienanschluß
- 1941: Kleine Mädchen – große Sorgen
- 1941: Sechs Tage Heimaturlaub
- 1942: Der Seniorchef
- 1943: Ein Mann mit Grundsätzen